# Sielsowiet małognieuszewski
Sielsowiet małognieuszewski (ros. Малогнеушевский сельсовет) – jednostka administracyjna wchodząca w skład rejonu rylskiego w оbwodzie kurskim w Rosji.
Centrum administracyjnym sielsowietu jest dieriewnia Małognieuszewo.

## Geografia
Powierzchnia sielsowietu wynosi 44,00 km².

## Historia
Status i granice sielsowietu zostały określone ustawami z 2004 i z 2010 roku.

## Demografia
W 2017 roku sielsowiet zamieszkiwało 1629 mieszkańców.

## Miejscowości
W skład sielsowietu wchodzą miejscowości: Małognieuszewo, Iznoskowo, Imieni Kujbyszewa, Kukariekowka.